# Saeki Kiichi
Saeki Kiichi (japanisch 佐伯喜一; geboren 10. Oktober 1913 in Taipeh (Taiwan); gestorben 14. Januar 1998) war ein japanischer Beamter und Wirtschaftsfachmann.

## Leben und Wirken
Saeki Kiichi machte 1936 seinen Studienabschluss an der Juristischen Fakultät der Universität Tokio. Anschließend wurde er Mitarbeiter der Südmandschurischen Eisenbahn-Aktiengesellschaft. 1944 wurde er stellvertretender Leiter des Büros in Hsinking (新京).
Nach dem Zweiten Weltkrieg arbeitete er in der „Economic Planning Agency“ (経済企画庁), einer staatlichen Einrichtung, in der der Wiederaufbau Japans organisiert wurde. 1953 wechselte er zur „National Defense Agency“ (防衛庁), der Vorläufereinrichtung des heutigen Verteidigungsministeriums, und leitete dort das „Bōei kenkyūjo“ (防衛研修所), eine Einrichtung zur militärischen Weiterbildung. 1965 wurde er Präsident des „Nomura Research Institute (NRI)“ (野村総合研究所, Nomura sōgō kenkyūjo). 1988 wurde er Vizepräsident des „International Institute for Global Peace“ (世界平和研究所, Sekai Heiwa Kenkyūjo), einer Einrichtung, die sich mit Fragen der nationalen Sicherheit befasst.